# Abertysswg
Abertysswg är en by i Caerphilly i Wales. Byn är belägen 29,7 km 
från Cardiff. Orten har 1 467 invånare (2016).